# Science-Fiction-Jahr 1984
Übersicht

◄◄ | ◄ | 1980 | 1981 | 1982 | 1983 | Science-Fiction-Jahr 1984 | 1985 | 1986 | 1987 | 1988 | ► | ►►

Weitere Ereignisse

## Ereignisse
- Majestic 12, ein angeblich von Harry S. Truman im Jahr im Zuge des Roswell-Zwischenfalls 1947 gegründetes Geheimkomitee, wurde publik.